# Grenden
Grenden is een bestuurslaag in het regentschap Jember van de provincie Oost-Java, Indonesië. Grenden telt 14.372 inwoners (volkstelling 2010).